# Гай-Шоулс (Північна Кароліна)
Гай-Шоулс (англ. High Shoals) — місто (англ. town) в США, в окрузі Ґестон штату Північна Кароліна. Населення — 595 осіб (2020).

## Географія
Гай-Шоулс розташований за координатами 35°23′28″ пн. ш. 81°12′10″ зх. д. / 35.39111° пн. ш. 81.20278° зх. д. (35.390995, -81.202667).  За даними Бюро перепису населення США в 2010 році місто мало площу 6,87 км², з яких 6,72 км² — суходіл та 0,14 км² — водойми.

## Демографія
Згідно з переписом 2010 року, у місті мешкало 696 осіб у 269 домогосподарствах у складі 194 родин. Густота населення становила 101 особа/км².  Було 308 помешкань (45/км²).
Расовий склад населення:
| - 85,9 % — білих - 7,3 % — чорних або афроамериканців - 1,4 % — корінних американців - 0,3 % — азіатів - 1,9 % — осіб інших рас |

До двох чи більше рас належало 3,2 %. Частка іспаномовних становила 4,2 % від усіх жителів.
За віковим діапазоном населення розподілялося таким чином: 26,0 % — особи молодші 18 років, 62,8 % — особи у віці 18—64 років, 11,2 % — особи у віці 65 років та старші. Медіана віку мешканця становила 37,0 року. На 100 осіб жіночої статі у місті припадало 89,1 чоловіків;  на 100 жінок у віці від 18 років та старших — 85,9 чоловіків також старших 18 років.
Середній дохід на одне домашнє господарство  становив 44 584 долари США (медіана — 28 646), а середній дохід на одну сім'ю — 54 130 доларів (медіана — 52 813). Медіана доходів становила 44 271 долар для чоловіків та 31 667 доларів для жінок. За межею бідності перебувало 35,0 % осіб, у тому числі 62,4 % дітей у віці до 18 років та 16,5 % осіб у віці 65 років та старших.
Цивільне працевлаштоване населення становило 221 особа. Основні галузі зайнятості: виробництво — 26,2 %, будівництво — 19,5 %, освіта, охорона здоров'я та соціальна допомога — 12,7 %, роздрібна торгівля — 9,0 %.